# 天生杀人狂
《天生杀人狂》（英語：Natural Born Killers）是一部1994年上映的美国黑色幽默犯罪電影，由奧利華·史東导演，伍迪·哈里森、朱丽叶特·刘易斯、小勞勃·道尼和湯米·李·瓊斯主演。本片讲述了一对经历童年创伤而变为杀人狂的情侣，被媒体不负责任地美化的故事。剧本是由导演斯通、作家戴夫·弗洛兹（David Veloz）与副制片人理查德·洛托斯基（Richard Rutowski）基于昆汀·塔伦蒂诺的创作大幅改写而成。因影片内容及其暴力，《娱乐周刊》将其列为史上最具争议的电影第8位。

## 故事
米奇從小生長於暴力家庭，因此性格殘暴，梅樂莉也因從小遭父親性侵害，個性變得偏激而乖戾，因此兩人同病相憐，並迅速墜入愛河。在兩人聯手殺父弒母後，就開始亡命天涯，沿路中殺人無數，但卻被媒體渲染成大英雄，且成為偶像。
米基入獄後，卻又因煽動性的言論讓監獄發生暴動。兩人逃獄後，再度逍遙的踏上逃亡之旅...。

## 演員
| 演員                               | 角色                                             | 備註 |
| 伍迪·哈里遜 Woody Harrelson        | 米奇·納克斯 Mickey Knox                          |      |
| 茱麗葉·路易絲 Juliette Lewis       | 梅洛莉·威爾森·納克斯 Mallory Wilson Knox         |      |
| 羅拔·唐尼 Robert Downey, Jr.       | 韋恩·蓋爾 Wayne Gale                             |      |
| 湯姆·塞茲摩爾 Tom Sizemore         | 傑克·史格內提偵探 Detective Jack Scagnetti       |      |
| 湯米·李·瓊斯 Tommy Lee Jones       | 杜懷特·麥可克勞斯基典獄長 Warden Dwight McClusky |      |
| 洛尼·丹吉菲爾德 Rodney Dangerfield | 艾德·威爾森 Ed Wilson                            |      |
| 伊迪·迈克莱尔 Edie McClurg         | 威爾森太太 Mrs. Wilson                           |      |
| 西恩·史東 Sean Stone               | 凱文·威爾森 Kevin Wilson                         |      |